# Aida
Aida là vở opera nổi tiếng của Giuseppe Verdi viết bằng tiếng Italia, được công diễn ở Cairo ngày 24. tháng 12, năm 1871. Aida là thiên tình sử giữa tướng trẻ Ai Cập Radames và thị tỳ của công chúa Ai Cập Amrenis là Aida.
Để khánh thành kênh đào Suez, đồng thời khánh thành nhà hát mới xây ở Cairo, phó vương Ai Cập Ismail đặt Verdi viết một tác phẩm thanh xướng kịch. Ismail muốn có một tác phẩm truyền tải được tinh thần Ai Cập. Verdi tìm đến nhà nghiên cứu về Ai Cập Ghislazoni – một người hiểu biết khá sâu sắc về văn hóa lịch sử Ai Cập. Sự hợp tác giữa hai người cho ra đời vở opera Aida.

## Nội dung
Opera Aida gồm 4 cảnh, diễn trong 135 phút.
Cảnh 1: Đế chế Ai Cập hùng mạnh đánh Ethiopia, bắt công chúa Ethiopia là Aida về Ai Cập, bắt làm thị tỳ cho công chúa Ai Cập Amrenis. Công chúa Ai Cập Amrenis có tình cảm đơn phương với viên tướng Ai Cập Radames, nhưng giữa tướng trẻ này và Aida đã nảy sinh tình yêu. Trong lúc quân Ethiopia phản công lại quân Ai Cập, Radames được cử làm tướng tiên phong, viên tướng trẻ này hy vọng chiến thắng trở về vua Ai Cập sẽ ban Aida cho mình mà không hay biết vua Ethiopia Amonaros chính là cha đẻ của Aida. Trong lúc đó Aida đau đầu với những suy nghĩ về tổ quốc và mối tình với Radames.
Cảnh 2: Quân Ai Cập thắng, nhưng công chúa Ai Cập Amneris lại bảo Aida, tướng Radames đã tử trận và ra lệnh thị tỳ Aida đi cùng tới dự lễ ừng chiến thắng. Vua Ai Cập ra tận cổng thành Theben đón tướng Radames cùng quân chiến thắng trở về. Nhà vua ra lệnh dẫn tù binh ra trước hàng quân. Trong số tù binh có vua Ethiopie Amonasro. Tù binh Amonasro và tướng Radames cùng xin lãnh tụ tinh thần Ramphis và nhà vua thả tù binh và được chấp thuận. Tưởng thưởng cho chiến thắng là việc vua Ai Cập gà con gái là Amneris cho tướng Radames và Radames sẽ là người được truyền ngôi nếu nhà vua băng hà.
Cảnh 3: Đêm khuya, bên bờ sông Nil, công chúa Amneris được lãnh tụ tinh thần Ramphis làm lễ chứng giám cho cuộc hôn nhân của nàng. Aida được cha đẻ dặn hỏi Radames co biết con đường hành quân từ Ai Cập sang Ethiopie. Aida chờ Radames trước cổng đền, gặp được Radames liền dò hỏi. Không thể từ chối, Radames đã tiết lộ. Vua Ehiopie Amonasro xuất hiện, định giết công chúa Ai Cập, nàng hô lớn "Quân phản bội!". Radames rút kiếm ngăn. Chuyện vỡ lở, Radames từ chối trốn chạy với Aida, nộp kiếm cho lãnh tụ tinh thần Ramphis để bị bắt làm tù nhân. Nhân lúc mọi người bối rối, cha con vua Ethiopie trốn thoát.
Cảnh 4: Tướng Radames bị dẫn ra trước tòa án. Công chúa Ai Cập Amneris bị giằng xé giữa tình yêu, giận dữ, đau đớn. Nàng nghĩ mình sẽ cứu Radames trước tòa, nhưng Radames không sao quên được mối tình với Aida, nghĩ, Amneris sẽ giết mình. Radames ba lần im lặng thú tội. Tướng trẻ Radames bị kết án tử hình, bị chôn sống trong tầng hầm. Trước lúc viên gạch cuối cùng được xây, Radames thấy bóng hình Aida, còn nghe thấy tiếng thở dài của công chúa Ai Cập Amneris, nghe thấy lời cầu nguyện của các tu sĩ mong: "Radames yên nghỉ nơi suối vàng!"